# Vadstena kommun
58°26′54″N 14°53′23″Ø / 58.44833°N 14.88972°Ø
Vadstena kommun ligger i det svenske län Östergötlands län. Kommunens administration ligger i byen Vadstena.

## Byer
Vadstena kommune har to byer.
I tabellen opgives antal indbyggere pr, 31. december 2005.
| #  | By       | Indbyggere |
| -- | -------- | ---------- |
| 1. | Vadstena | 5.612      |
| 2. | Borghamn | 227        |

Vadstena kommun blev grundlagt 1.januar 1971 ved sammenlægning med Hovs församling fra Folkunga landskommun. Den blev 1. januar 1974 en del af Motala kommun. Samarbejdet i den nye kommunedannelse gik imidlertid dårligt og i 1980 blev Vadstena kommun igen selvstændig, men udvidet med to sogne fra Aska kommune

## Kommunevåbnet
Blasonering: I et felt af guld den hellige Birgitta figur – med glorie, men tøj og sko i sølv – sidende i en rød stol og hun skriver med en gåsefjer i en bog. Begge dele af sølv, ansigt og hænder i guld
Motivet er fra 1400-tallet. Det blev godtaget som våben for Vadstena i 1938. Ved sammenlægningen med Motala i 1974 blev våpnet taget ud af brug. Efter at kommunedannelsen med Motala ophørte i 1980 blev det taget i brug igen, og den nye Vadstena kommun lod det registrere i Patent- og registreringsverket i år 1989.
Også de gamle kommuner Folkunga og Østgøta-Dal havde kommunevåben. Gyldigheden av disse kommunevåben ophørte da de ble en del af Vadstena kommun.
- Folkunga landskommun
(1955-1970)
- Östgöta-Dals landskommun
(1954-1966)

## Vadstena kloster
I Vadstena by, der er et kulturcentrum fra middelalderen ligger også Vadstena kloster, der er planlagt og tegnet af den hellige Birgitta og som blev indviet i 1384. Klostret blev stærkt favoriseret af kongehuset og blev hurtigt Sveriges førende åndelige centrum og landets største jordejer.
Klostrets mandlige afdeling bestod frem til 1555 da brødrene blev enten til præster eller til læger. Den kvindelige del bestod til og med 1595 da de sidste medlemmer blev fordrevet til Polen af kong Karl 9.

## Eksterne kilder og henvisninger
1. ↑  ”Folkmängd i riket, län och kommuner 31 mars 2013 och befolkningsförändringar 1 januari - 31 mars 2013” Statistiska centralbyrån. Læst 13 maj 2013.

- Wikimedia Commons har flere filer relateret til Vadstena kommun